# Rojas (khu tự quản)
Rojas là một khu tự quản thuộc bang Barinas, Venezuela. Thủ phủ của khu tự quản Rojas đóng tại Libertad. Khự tự quản Rojas có diện tích 1591 km2, dân số theo điều tra dân số ngày 21 tháng 10 năm 2001 là 33105 người.